# Памятник Тамаде
Памятник Тамаде (груз. თამადის ძეგლი) — в Тбилиси, в историческом районе Старый город, на улице Сиони у места выхода к ней улицы Шардени. Достопримечательность Тбилиси.

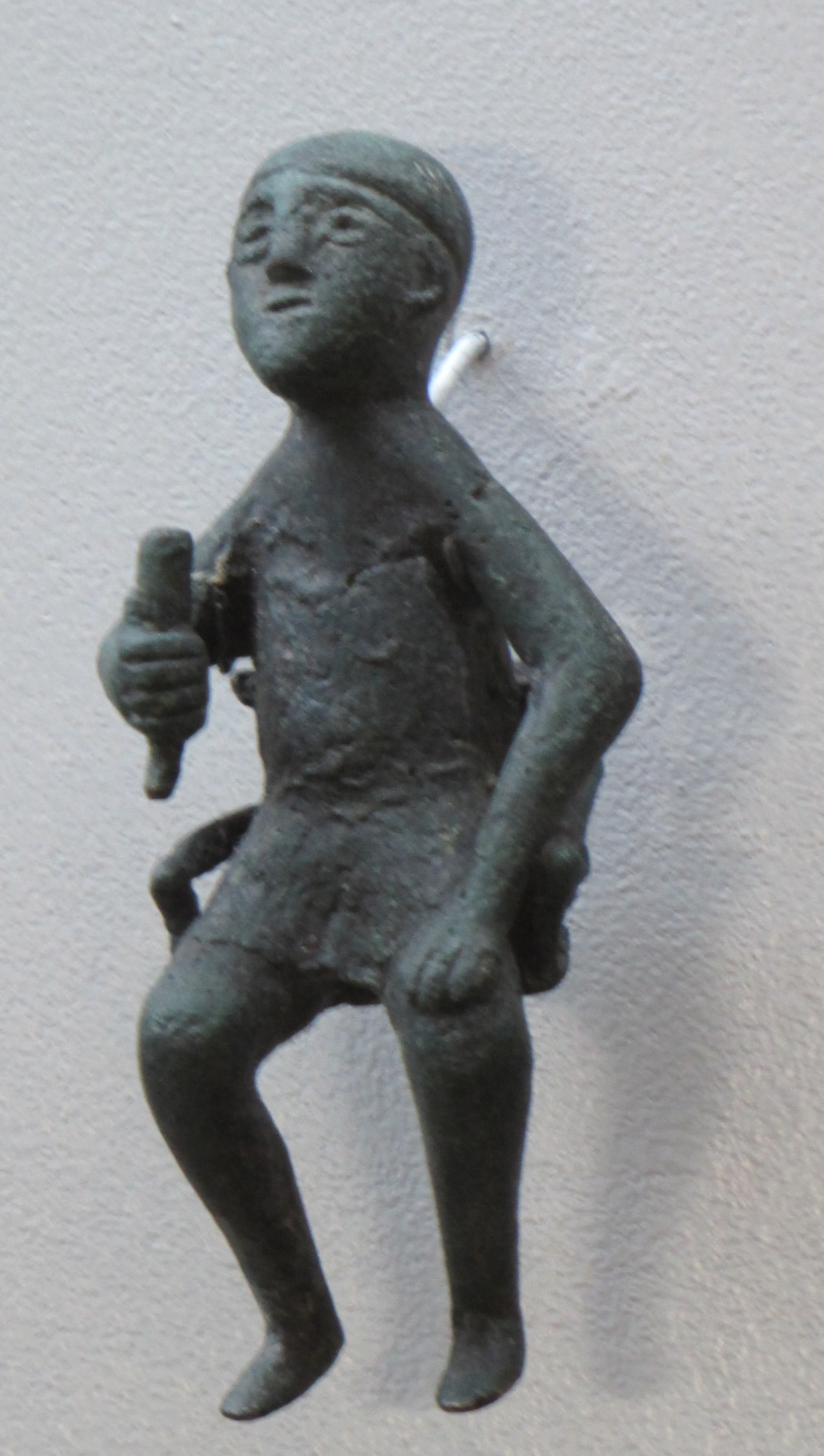
Найденная при раскопках фигурка

Памятник представляет собой увеличенную копию найденной при раскопках в Западной Грузии фигурки юноши с рогом, атрибутированной как тамада и датируемой VII веком до н. э.

## История
Установлен в 2006 году.